# Tessa Dullemans
Tessa Dullemans (Roterdã, 2 de julho de 1997) é uma remadora neerlandesa.

## Carreira
Dullemans é remador da Seleção Nacional de Remo e Laga em Delft. No Campeonato Europeu de Remo em Munique ela conquistou a medalha de prata no skiff duplo feminino, ao lado de Bente Paulis, Nika Vos e Ilse Kolkman. Essa equipe também conquistou a medalha de prata no Campeonato Mundial de Remo realizado na República Tcheca.
Nos Jogos Olímpicos de Verão de 2024, em Paris, conquistou a medalha de prata na competição de skiff quádruplo feminino, ao lado de Laila Youssifou, Bente Paulis e Roos de Jong com o tempo de 6:19.70.